# Eldorado finale
Eldorado finale is een compositie van Jeff Lynne.
Lynne schreef deze grotendeels instrumentale finale ter afronding van zijn symfonie en conceptalbum Eldorado - A Symphony by the Electric Light Orchestra. Dit korte sluitstuk van nog geen twee minuten grijpt terug op de Eldorado overture en thema’s, die gedurende het album te horen zijn. Het is ook geschreven voor dezelfde bezetting met symfonieorkest en koor, dat alleen klanken zingt (geen tekst). Daar waar de thema’s bij de andere nummers in de volgende track overlopen, heeft deze finale een slotakkoord. Opnamen vonden plaats in de De Lane Lea Studios in Londen.
Bij een heruitgave van het album Eldorado in 2001 gaf Lynne aan dat deze finale verder gaat dan de overture, zonder in details te treden. Al eerder bij een heruitgave meende hij te horen dat aan het slot de contrabassisten al hun instrumenten inpakten; ze wilden niet verder spelen buiten het vooraf bepaalde tijdvak.